# Fjällraggmossa
Fjällraggmossa (Racomitrium macounii) är en bladmossart som beskrevs av Kindberg 1889. Fjällraggmossa ingår i släktet raggmossor, och familjen Grimmiaceae. Arten är reproducerande i Sverige. Inga underarter finns listade i Catalogue of Life.

## Bildgalleri

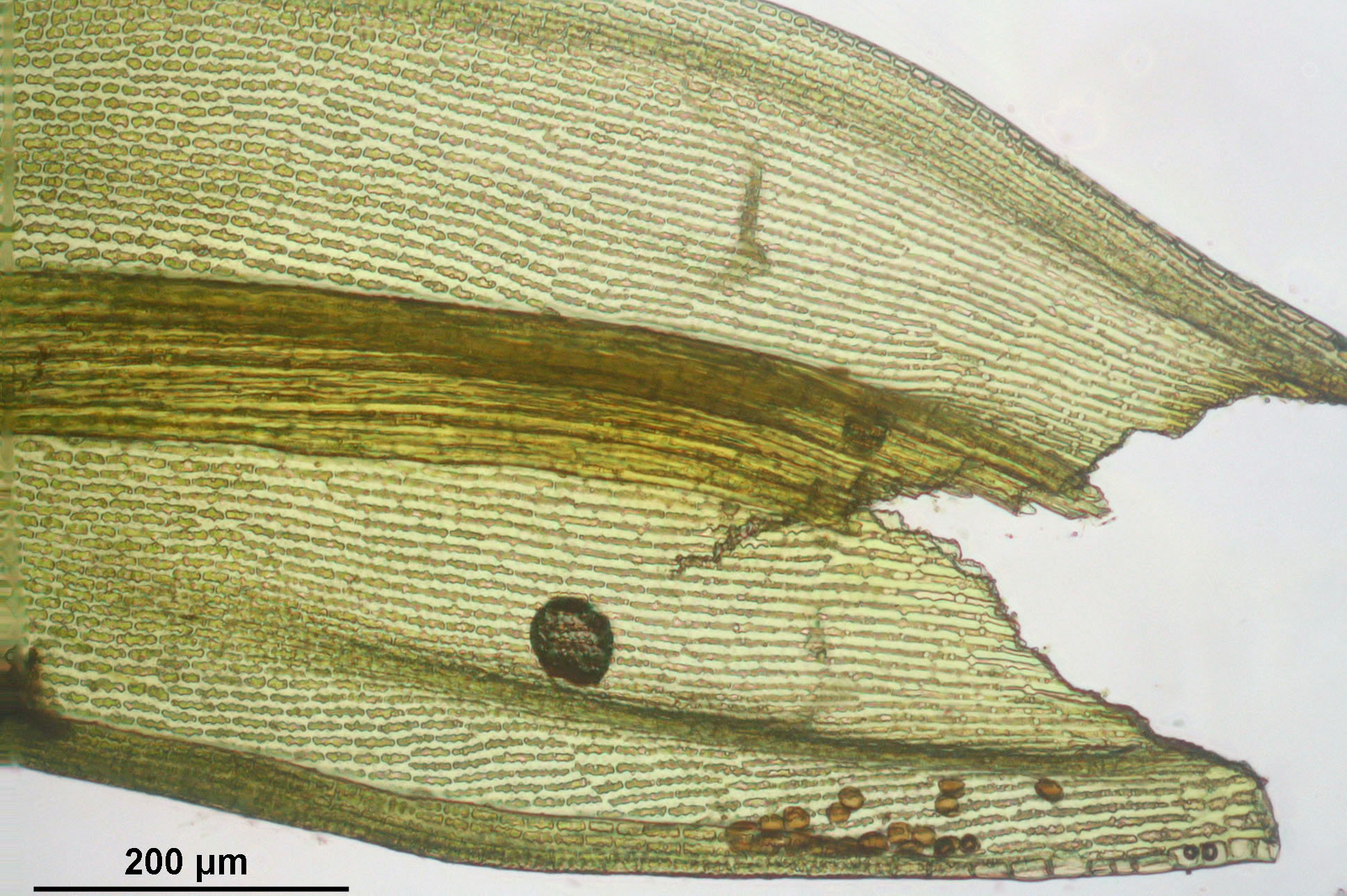
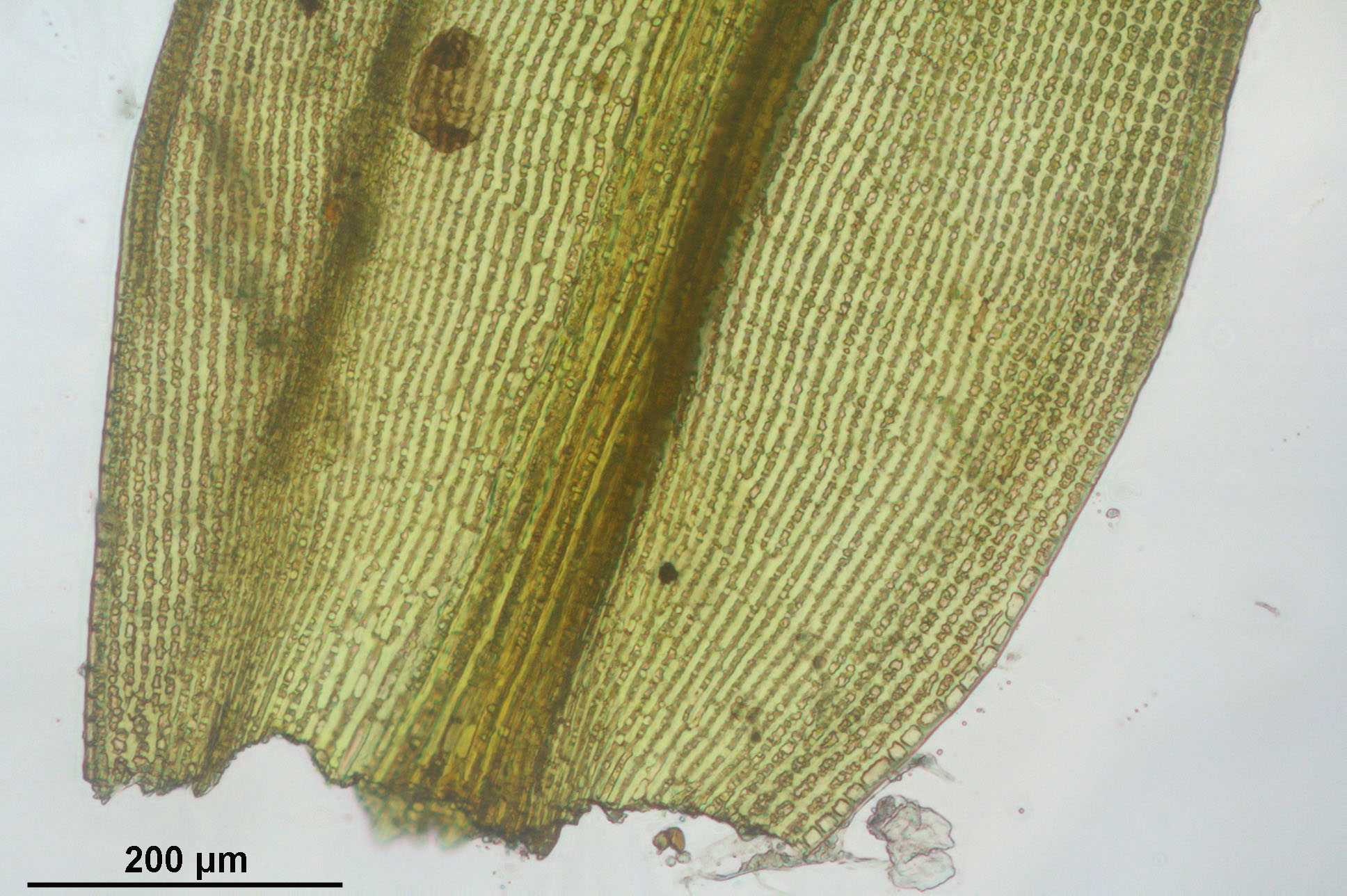
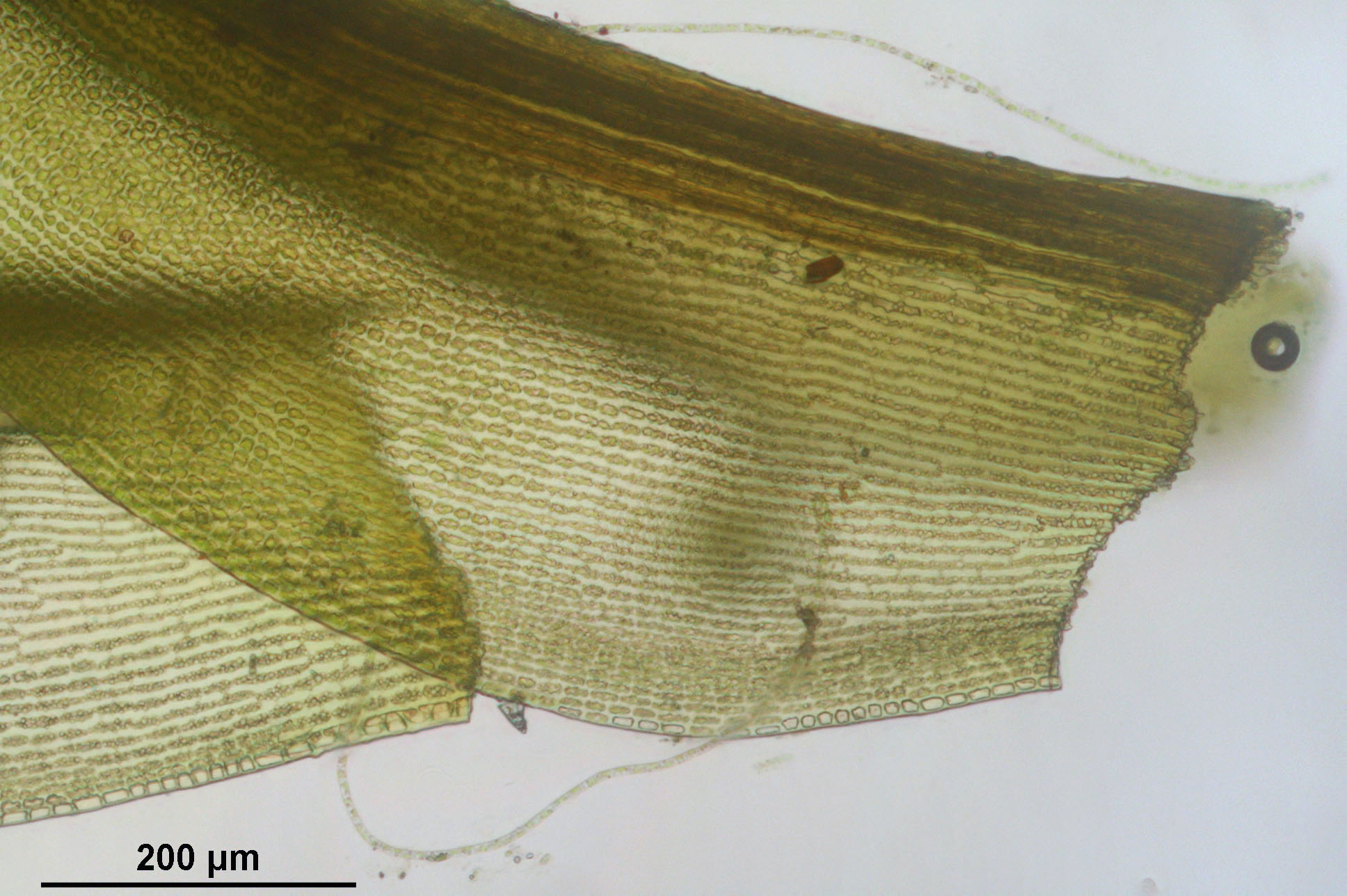
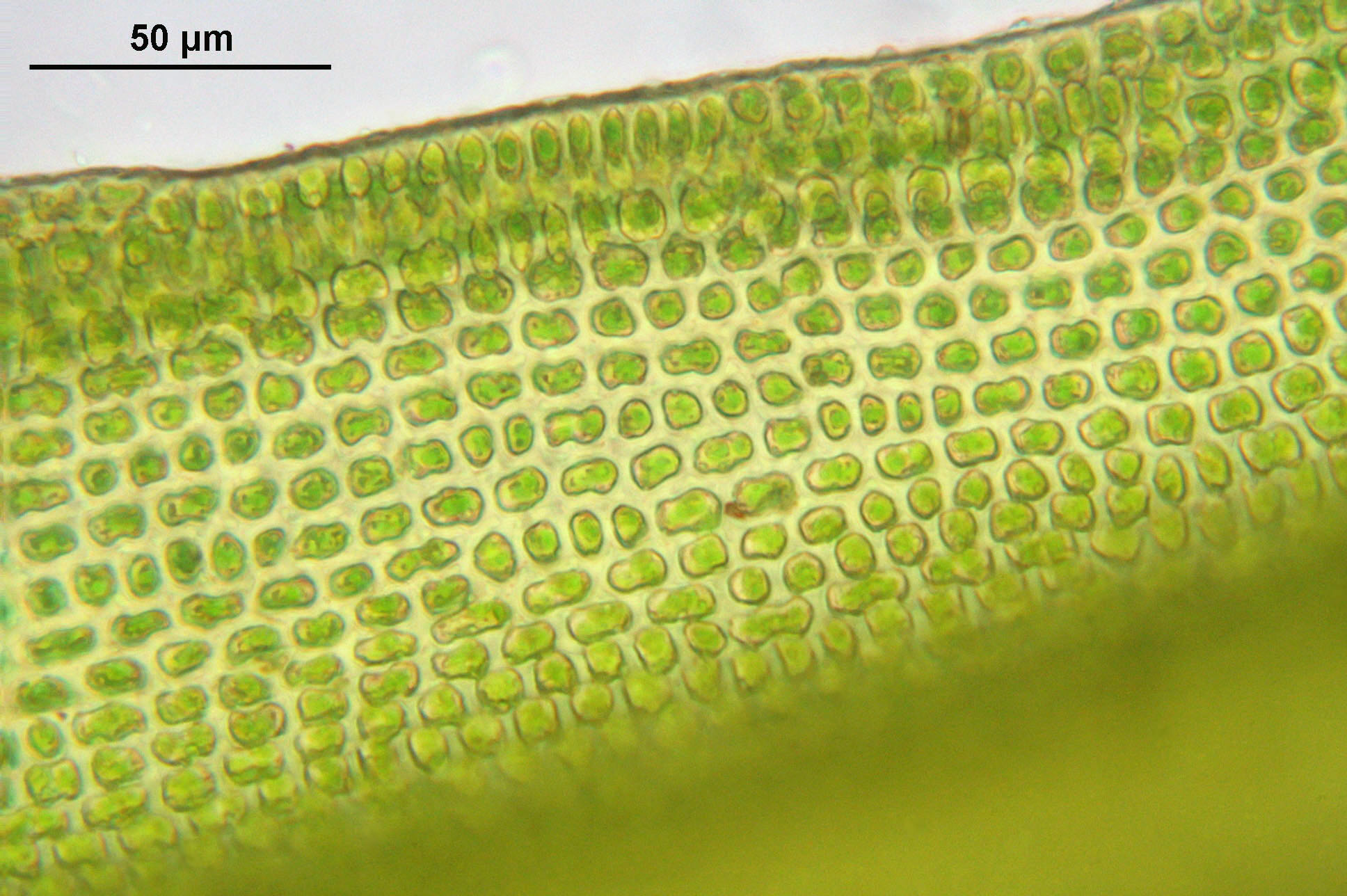
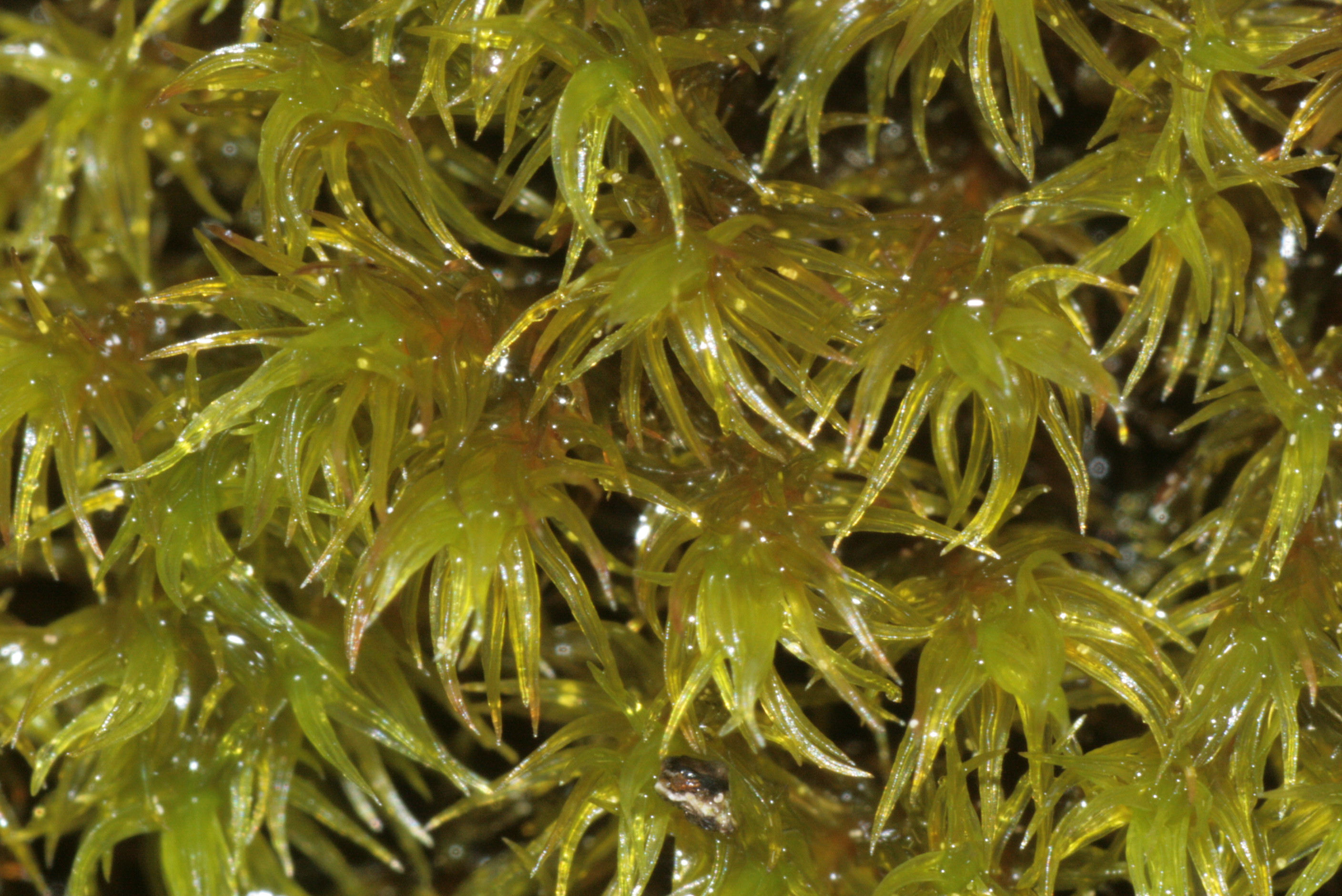
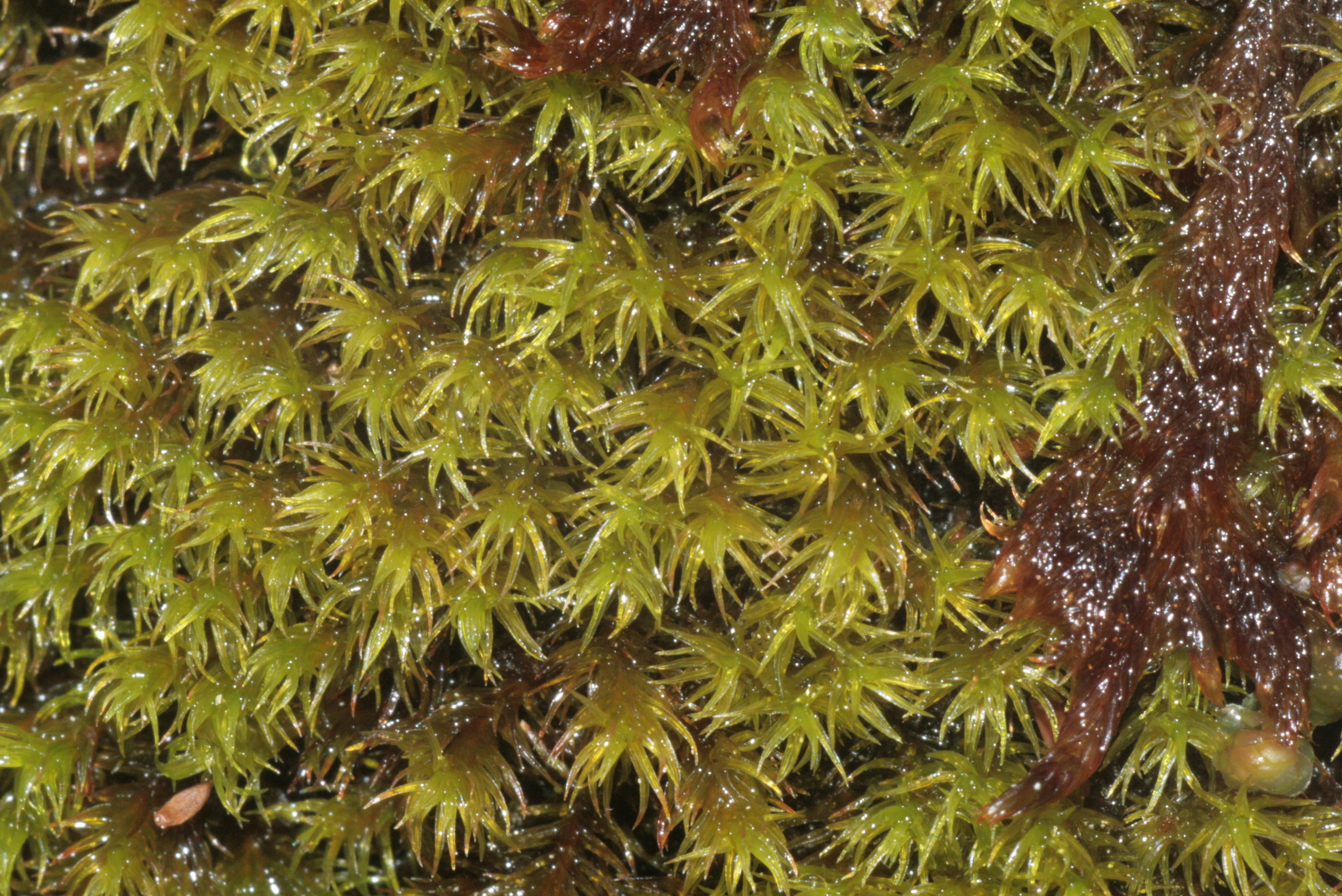